# نورساز
نورساز (به انگلیسی: Noorsaaz) نام یک گروه موسیقی آمریکایی است با صدای خوانندهٔ آمریکایی موسیقی ایرانی، مونیکا جلیلی.
نورساز موسیقی سنتی سرتاسر ایران را به صورت دوزبانه به شنوندگان آمریکایی معرفی کرده‌است.
نورساز در آمریکایی طرفداران بسیاری دارد و برنده جوایزی نیز شده‌است.
اعضای گروه:
- مونیکا جلیلی (خواننده)
- نیتان دیلان (گیتار)
- تیموتی کویگلی (طبل و تمبک)
- میگان ویدر (کمانچه، ویولن)
- ماوروتیس کونتانیس (عود)